# Jonstrup (Tikøb Sogn)
 For alternative betydninger, se Jonstrup. (Se også artikler, som begynder med Jonstrup)
Jonstrup er en landsby i Tikøb Sogn, Lynge-Kronborg Herred i det tidligere Frederiksborg Amt. Jonstrup ligger mellem Tikøb og Fredensborg. Mod vest grænsede landsbyens jorder op til Esrum Sø, men selv om bønderne havde fiskeret i søen, blev denne ikke udnyttet. For at få malet deres korn søgte bønderne Esrum mølle.
Jonstrup kendes tilbage i middelalderen, hvor landsbyen hørte under Esrum Kloster.
Jonstrup havde i 1682 5 gårde og 1 hus uden jord. Det samlede dyrkede areal var 176,3 tønder land, skyldsat til 31,74 tdr. hartkorn. Dyrkningsformen var trevangsbrug.
I 1774 havde landsbyen 5 gårde og 3 huse. Landsbyen blev udskiftet i 1789, hvorved 2 gårde blev udflyttet.